# Cerkiew św. Mikołaja w Kwaszeninie
Cerkiew św. Mikołaja w Kwaszeninie – nieistniejąca drewniana parafialna cerkiew greckokatolicka, która znajdowała się w Kwaszeninie w gminie Ustrzyki Dolne, w powiecie bieszczadzkim województwa podkarpackiego.
Cerkiew zbudowano w 1797, została rozebrana w 1954 przez WOP. Do parafii greckokatolickiej w Kwaszeninie należała również filialna cerkiew w Arłamowie.